# Juegos Olímpicos de la Juventud de Singapur 2010
Los Juegos Olímpicos de la Juventud 2010 (oficialmente denominados Juegos de la I Olimpíada de la Juventud) fueron un evento multideportivo para atletas jóvenes que se celebraron en la ciudad-estado de Singapur entre el 14 y 26 de agosto de 2010. Se trató de la edición inaugural de los Juegos Olímpicos de la Juventud, uno de los principales eventos deportivos y festivales y culturales dentro del movimiento olímpico. Un total de 3.531 atletas de entre 14 y 18 años de edad a partir de 204 Comités Olímpicos Nacionales (CON) compitió en 201 eventos en 26 deportes. Singapur fue elegida sede tras su candidatura el 21 de febrero de 2008 tras una votación realizada por los 105 miembros del COI.
La primera medalla de oro de los Juegos fue otorgada a la triatleta japonesa Yuka Sato, de 18 años de edad, el 15 de agosto de 2010. Mientras tanto, la primera medalla para el país local, Singapur fue una medalla de bronce en la especialidad taekwondo para el practicante de taekwondo de 17 años de edad, Daryl Tan. Para los eventos de mixtos de comités, la primera medalla de oro fue otorgada al equipo de Europa 1, que constó de Yana Egoryan de Rusia y Marco Fichera, Camilla Mancini, Leonardo Affede, Alberta Santuccio y Eduardo Luperi de Italia, que ganó la competición por equipos en esgrima.
El último día de la competencia, Singapur puso fin a su participación, sin ganar medallas de oro. China, logró el primer lugar en el medallero con treinta medallas de oro. Mientras tanto, los atletas de Puerto Rico, Eritrea, Vietnam y las Islas Vírgenes de Estados Unidos ganaron la primera medalla de oro olímpica en la historia de su país.

## Elección
Para la 117 º Sesión del COI, Singapur fue el primero en hacer su primera oferta formal para acoger un multideportivo de tal magnitud en su país. Los factores positivos en su oferta incluyen su alta conectividad con el mundo, su juventud como un país independiente, y su reputación positiva para la excelencia y la armonía multirracial. La ciudad-estado puso en marcha una campaña de alta publicidad que incluyó el lanzamiento de su sitio web oficial, su logotipo (pese a las reglas del COI contra los logotipos de oferta) y un lema oferta "Abriendo Camino" en 16 de octubre de 2007 También, el pueblo de Singapur apoyó la candidatura de Singapur, incluyendo un esfuerzo de los jóvenes estudiantes para recaudar un millón firmas, en apoyo de los Juegos.
| Ciudad   | País     | Votos del COI |
| -------- | -------- | ------------- |
| Singapur | Singapur | 53            |
| Moscú    | Rusia    | 44            |

Otras once ciudades también expresaron interés por albergar los Juegos, nueve de los cuales aparecieron en las últimas instancias. Cinco ciudades entre las nueve fueron seleccionadas para la lista: Atenas (Grecia), Bangkok (Tailandia), Moscú (Rusia), Singapur (Singapur) y Turín (Italia). Sin embargo, fueron seleccionadas dos ciudades para l votación final:las dos finalistas, Singapur y Moscú. El 21 de febrero de 2008 en un anuncio televisado desde Lausana, Suiza, el presidente del COI en ese momento, Jacques Rogge anunció que Singapur había ganado el derecho a organizar los Juegos.
Había preocupaciones sobre si dos nuevos lugares que se habían planeado (una Villa Olímpica de la Juventud y un complejo de ecuestre) estarían ambos listos a tiempo para los Juegos. Expertos en construcción de Singapur sostuvieron que un plan de 423 millones dólares estadounidenses para construir una Villa Olímpica en la Universidad Nacional de Singapur (NUS) era factible, y que la sede ecuestre se podría entregar a tiempo. Pero, a pesar de los hallazgos de los expertos, la construcción de la Villa Olímpica en la Universidad Nacional de Singapur no se pudo llevar a cabo debido al aumento de los costos monetarios de tal evento. Posteriormente se decide desplazar la Villa Olímpica a la Universidad Tecnológica de Nanyang en Jurong al oeste de Singapur.

## Organización
El Comité Organizador de los Juegos Olímpicos de la Juventud (SYOGOC, por sus siglas en inglés) se encargó de organizar los juegos. Fue ayudado por un panel de asesores asignados por el Gabinete de Singapur y por el secretario del Parlamento Superior. En marzo de 2008, se lleva a cabo un proceso de selección para determinar a los miembros del comité organizador de Singapur 2010, el cual comenzó pronto después de la adjudicación del evento por parte de la ciudad. El comité organizador de Singapur 2010 terminó siendo de 23 miembros. Además, un Comité Interministerial se creó con Niam Chiang Meng, Secretario Permanente del Ministerio de Desarrollo Comunitario, Juventud y Deportes como su presidente. Singapur también ha recibido una cierta ayuda internacional para preparar estos juegos.
China, a través de los organizadores de los Juegos Olímpicos de Pekín 2008 expresaron asistir a la ciudad en época de organización al igual que Lord Sebastián Coe, presidente del comité organizador de los Juegos Olímpicos de Londres 2012, este último informó que miembros de su equipo de organizadores ayudarían en el tema de la administración del evento. Por último, el comité en un comunicado aseguró la construcción de 4.310 habitaciones aseguradas distribuidas en 36 hoteles. El socio oficial de los hoteles fue Fairmont Singapore.

### Costos
El Comité Olímpico Internacional (COI) proyectó inicialmente que la organización de unos Juegos Olímpicos de la Juventud costaría USD $30 millones. Singapur ganó el proceso de elección en 2008 con un presupuesto de USD $75,5 millones (a dólares singapurenses - S$: $105 millones), con un fuerte apoyo del gobierno. Este presupuesto, posteriormente aumentó a USD $284 millones (S$ 387 millones), tres veces la cantidad original, que los organizadores atribuyeron a las revisiones importantes en el alcance y la escala de los Juegos. Los costos se incrementaron para financiar condiciones del transporte, la seguridad y las actualizaciones de las diversas instalaciones deportivas y la tecnología que se usará en los juegos. Financieramente, las empresas locales recibieron alrededor del 70%, o S$260 millones, el valor de los contratos de los Juegos. La preocupación por los excesos de costes fueron desestimados por el presidente del SYOGOC, Ng Ser Miang. Los sobrecostos se convirtieron en un tema que fue planteado por los partidos de oposición durante las Elecciones presidenciales de Singapur de 2011.

### Instalaciones

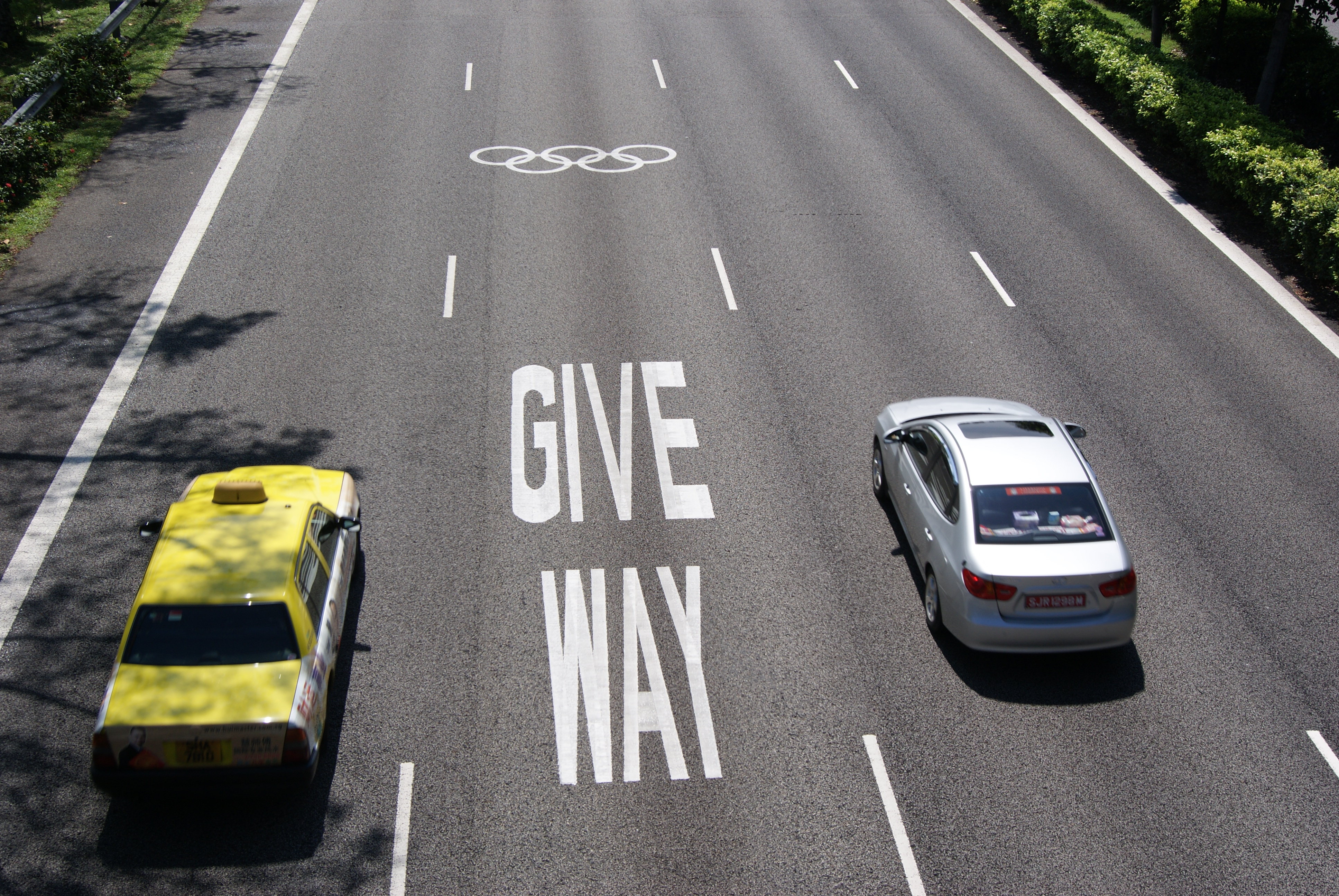
Imagen de un vehículo oficial de los Juegos Olímpicos de la Juventud a lo largo de la autopista de Ayer Rajah Expressway en dirección a Tuas, cerca de la Universidad Nacional de Singapur. Estos carriles fueron utilizados por los vehículos que transportan a los deportistas participantes de estos juegos. Mientras duraron los juegos a estos vehículos se les debía ceder paso.

Dieciocho sedes de competición se utilizaron en los Juegos. Los eventos llevaron a cabo en 11 sedes ya existentes, una nueva sede (el Singapore Turf Club Riding Centre), y seis sedes temporales que se eliminaron después de los Juegos. Doce lugares también se reservaron para fines de capacitación. Ciertos lugares como el Singapore Indoor Stadium y The Float at Marina Bay Stadium se convirtieron temporalmente para albergar eventos deportivos, mientras que Campo de Kallang se actualizó para poder acoger el tiro con arco. El estadio The Float at Marina Bay Stadium, fue el principal estadio para los Juegos. Capaz de acoger a 25.000 espectadores, fue sede de la ceremonia de apertura el 14 de agosto, fue un lugar para la competición de ciclismo, y también fue sede de la ceremonia de clausura celebrada el 26 de agosto de 2010.

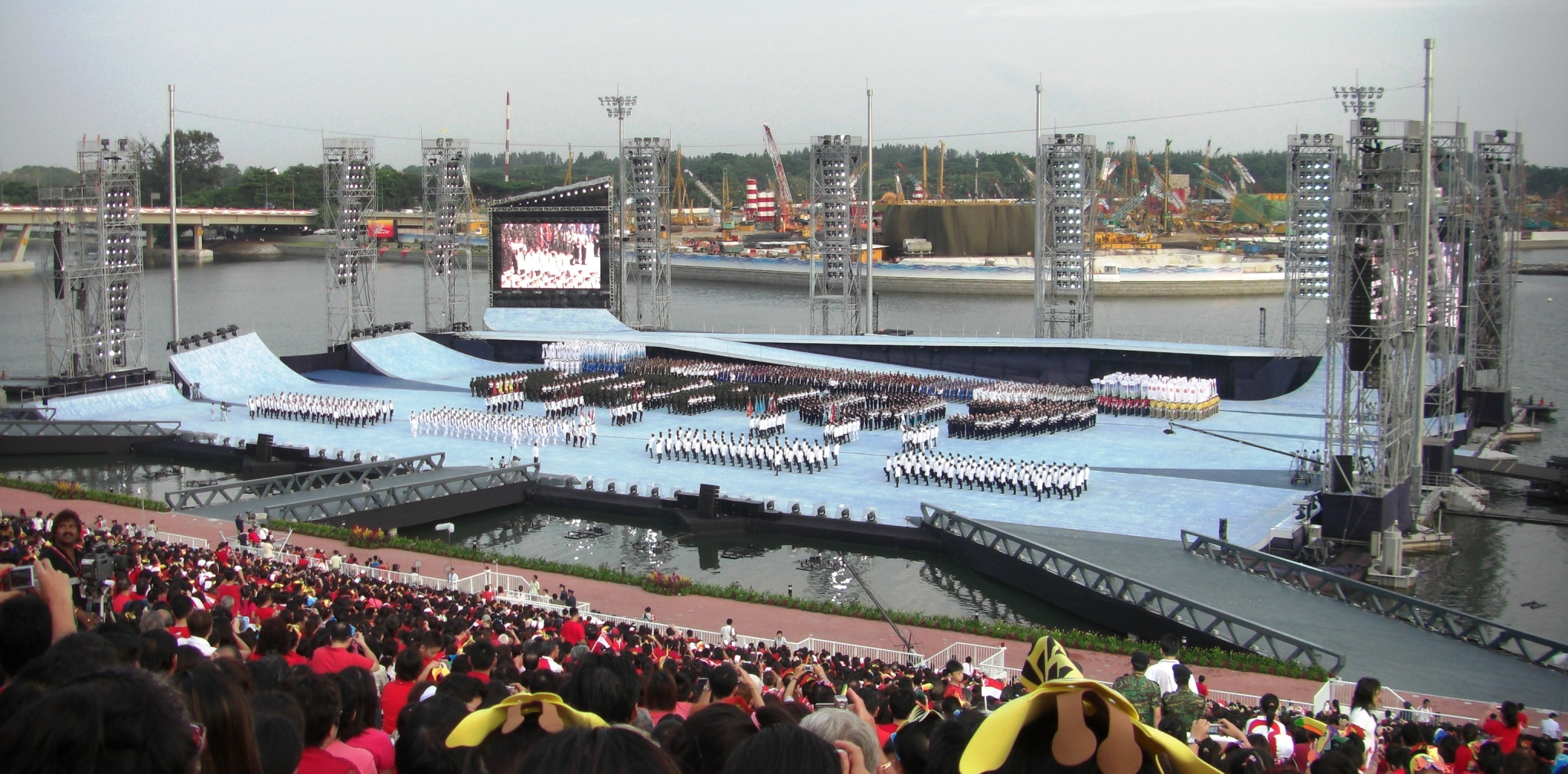
Imagen The Float at Marina Bay Stadium, sede de las ceremonias de apertura y clausura.

Los atletas fueron hospedados en la Villa Olímpica de la Juventud, el Centro de Prensa Principal (MC) y los hoteles olímpicos para familias. El Centro de Operaciones de Transporte de eventos (ETOC) se encargó de todos los asuntos de transporte relacionados con estos juegos, proporcionando información en tiempo real. Un servicio de transporte vinculado todos los lugares YOG para todas las personas acreditadas, que también tenían derecho a viajar gratis en los autobuses públicos y el nuevo sistema de transporte. Las líneas de los Juegos Olímpicos de la Juventud fueron designadas las principales rutas para el acceso rápido a todos los sedes.
La Villa Olímpica de la Juventud de los Juegos albergaba a más de 5.000 atletas y oficiales de equipo durante 18 días. Situado en la Universidad Tecnológica de Nanyang (NTU), la villa olímpica sirvió como alojamiento y un punto de preparación para los Juegos, y también fue sede de actividades culturales y educativas especialmente diseñadas para los atletas. El 7 de junio de 2010, se anunció que el Secretario Parlamentario y el Comité Olímpico de Singapur asignaron a un asesor, siendo estos deportistas destacados de Singapur: Teo Ser Luck, exvelocista nacional, Canagasabai Kunalan y el exnadador nacional Joscelin Yeo.

### Marketing
El SYOGOC lanzó un concurso internacional de diseño de emblema en el 29 de julio de 2008 hasta el 29 de agosto de ese año a través de su web oficial, para elegir el diseño y logo de estos juegos. Esto exige que el emblema incorporase los tres temas de la identidad de Singapur, los ideales olímpicos, y un espíritu juvenil. La competencia atrajo 1.500 participantes, y el diseño ganador, titulado "Spirit of Youth", fue presentado el 10 de enero de 2010. Otro concurso, para elegir el diseño oficial de medallas para los primeros Juegos Olímpicos de la Juventud fue lanzado por el COI en 2009. De noviembre a diciembre se recibieron casi un centenar de entradas de 34 países. La votación en línea terminó el 22 de enero de 2010.

#### Símbolos

##### Mascotas oficiales

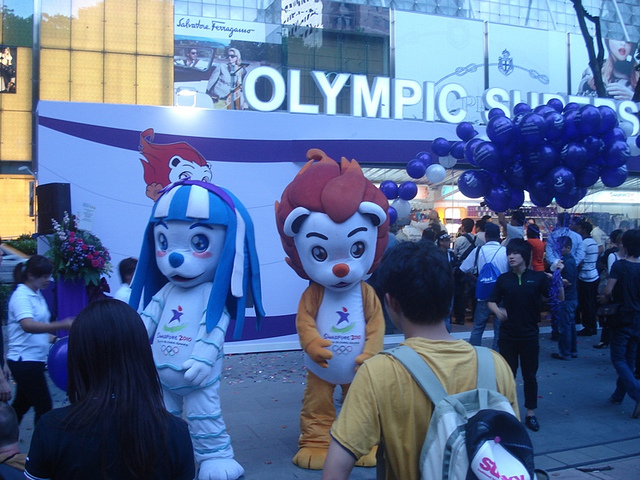
Lyo y Merly, las mascotas de los Juegos Olímpicos de la Juventud 2010.

Las mascotas de los juegos fueron Lyo y Merly. Lyo es un león con colores alusivos al fuego y Merly, un merlión hembra con colores alusivos al agua.
Las dos mascotas eran animales de la cultura singapurense, fueron elegidos por votación y cada uno simboliza un aspecto que promueve el programa de estos juegos. Lyo, (pronunciado Leo) es un joven león, que presenta valores de excelencia, amistad, más allá de energía atribuida a la juventud. Su nombre fue elegido como una abreviatura de "L" de "león de los Juegos Olímpicos de la Juventud 2010", que simboliza el amor por el deporte. Merly, la otra mascota representa un cachorro de un ser mitológico llamado "Merlión", que se asemeja al león. Su nombre se deriva de "mer", es decir del mes de marzo y "ly", a vitalidad y juventud. Promueve la preservación del medio ambiente.

##### Canción oficial
El tema oficial de los juegos fue "Everyone". Fue interpretada por cinco cantantes que representan a los cinco continentes del mundo: Jody Williams (África), Sean Kingston (Américas), Tabitha Nauser (Asia) y Jessica Mauboy (Oceanía). El productor de la canción fue Ken Lim.

## Antorcha olímpica

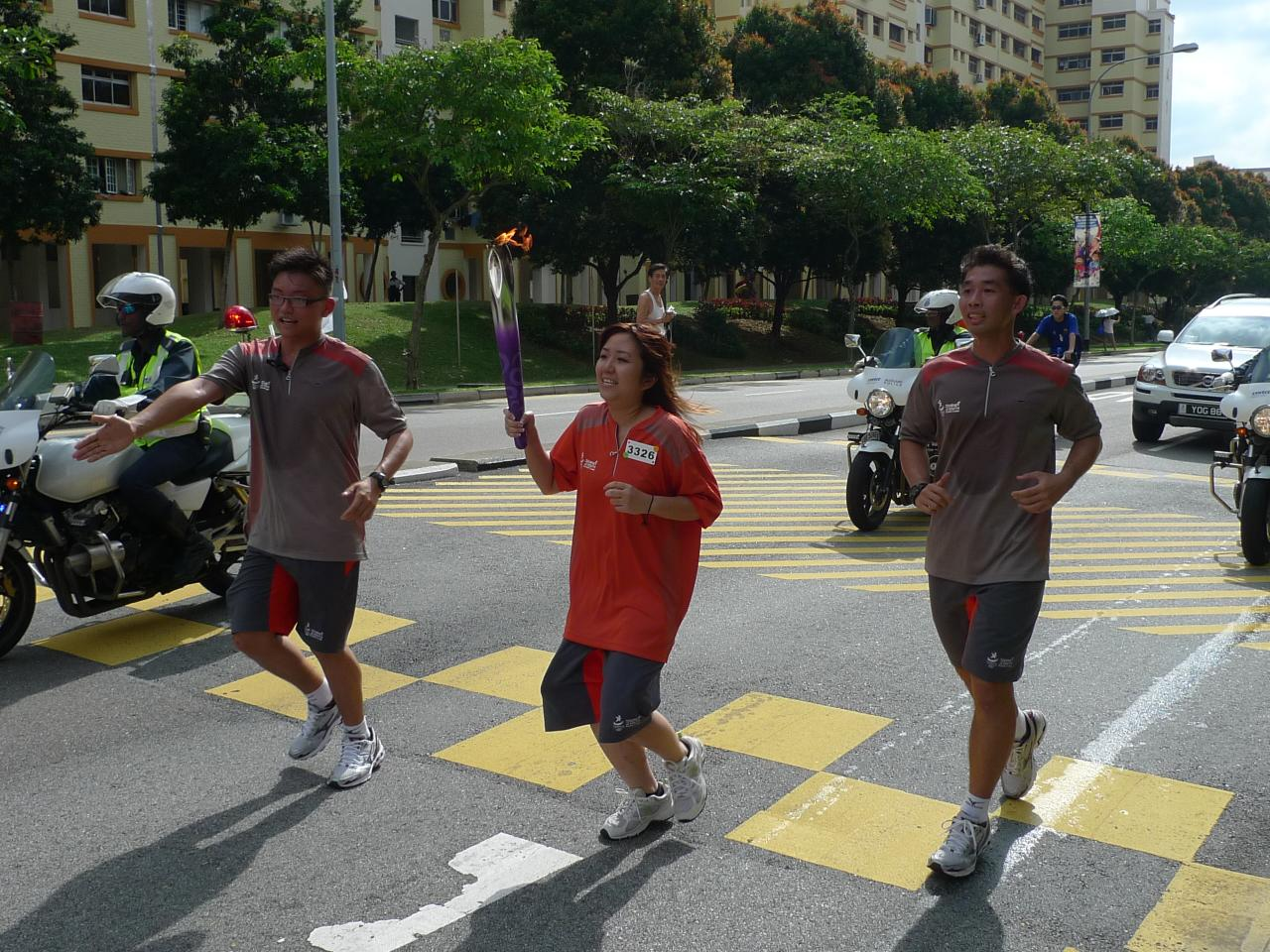
Recorrido de la antorcha olímpica en la ciudad de Singapur.

El diseño de la antorcha que lleva la llama olímpica fue diseñado para combinar los elementos de fuego y agua. La parte superior actuó como un espejo, pudiéndose observar fotografías y elementos de Singapur. El fuego representa la juventud y el agua de la ciudad de acogida, ya que sus orígenes como un puerto de mar y más tarde una ciudad-estado.
La antorcha está hecha de aluminio y recubierto con un material antideslizante. La antorcha, a comparación la utilizada en los Juegos Olímpicos de Invierno de 2010 en Vancouver, que pesaba 1,6 kg, esta es mucho más ligera, ya que pesa aproximadamente 740 gramos y mide 60 centímetros de longitud.

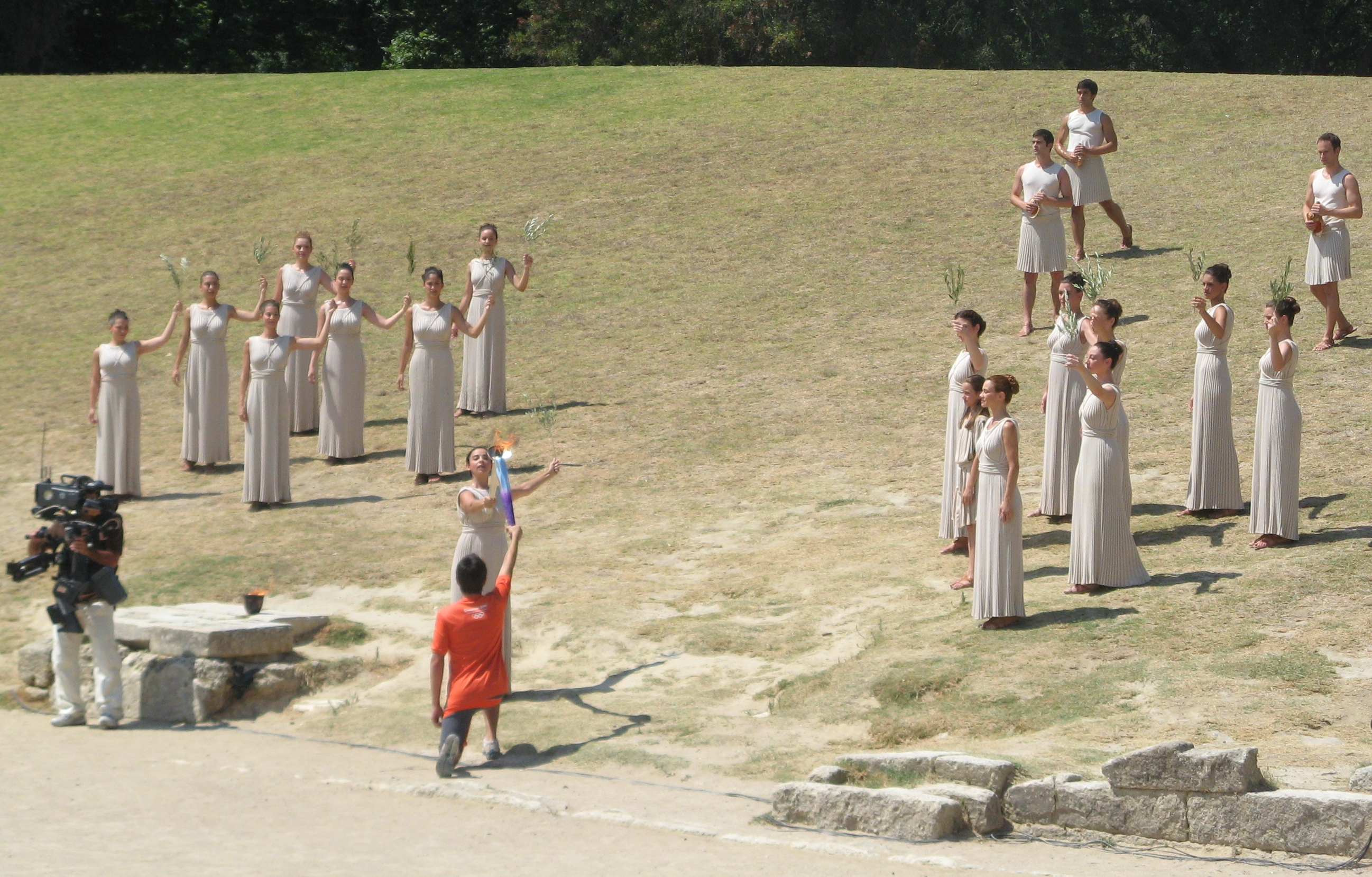
Ceremonia de encedido de la antorcha.

Siguiendo la tradición de los Juegos Olímpicos, la llama fue encendida en las ruinas de la ciudad de Olimpia, el 23 de julio de 2010, a través de un espejo cóncavo y el uso de la luz solar para generar chispas. A diferencia de los eventos olímpicos anteriores, la antorcha fue entregada al Comité Organizador de los Juegos en el mismo lugar que estaba. Siguiendo un recorrido planificado "Recorrido global" por el Comité Olímpico de Singapur, la llama olímpico pasó por los cinco continentes, recorriendo Dakar (Senegal), la Ciudad de México (México), Auckland (Nueva Zelanda) y Seúl (Corea del Sur) para su exposición en estas ciudades. El 5 de agosto, la antorcha volvió a Singapur, en la que se hizo un recorrido en todo el país durante seis días El recorrido de la antorcha finalizó en la ceremonia de apertura de estos Juegos, cuando fue encendida en el estadio olímpico por el atleta singapurense Darren Choy.

## Calendario
| ● | Ceremonia de Apertura | ● | Eventos de competición | ● | Eventos finales | ● | Ceremonia de Clausura |

| Agosto                     | 12 | 13 | 14 | 15 | 16 | 17 | 18 | 19 | 20 | 21  | 22  | 23  | 24  | 25  | 26  | Total de Medallas de Oro |
| -------------------------- | -- | -- | -- | -- | -- | -- | -- | -- | -- | --- | --- | --- | --- | --- | --- | ------------------------ |
| Ceremonias                 |    |    | ●  |    |    |    |    |    |    |     |     |     |     |     | ●   |                          |
| Atletismo                  |    |    |    |    |    |    |    |    |    | 12  | 12  | 12  |     |     |     | 36                       |
| Bádminton                  |    |    |    |    |    |    |    | 2  |    |     |     |     |     |     |     | 2                        |
| Baloncesto (Streetball)    |    |    |    |    |    |    |    |    |    |     |     | 2   |     |     |     | 2                        |
| Balonmano                  |    |    |    |    |    |    |    |    |    |     |     |     |     | 2   |     | 2                        |
| Boxeo                      |    |    |    |    |    |    |    |    |    |     |     |     |     | 11  |     | 11                       |
| Ciclismo                   |    |    |    |    |    |    |    |    |    |     | 1   |     |     |     |     | 1                        |
| Equitación (salto)         |    |    |    |    |    |    |    |    | 1  |     |     |     | 1   |     |     | 2                        |
| Esgrima                    |    |    |    | 2  | 2  | 2  | 1  |    |    |     |     |     |     |     |     | 7                        |
| Fútbol                     |    |    |    |    |    |    |    |    |    |     |     |     | 1   | 1   |     | 2                        |
| Gimnasia artística         |    |    |    |    |    |    | 1  | 1  |    | 5   | 5   |     |     |     |     | 12                       |
| Gimnasia en trampolín      |    |    |    |    |    |    |    |    | 2  |     |     |     |     |     |     | 2                        |
| Gimnasia rítmica           |    |    |    |    |    |    |    |    |    |     |     |     |     | 2   |     | 2                        |
| Halterofilia               |    |    |    | 2  | 2  | 3  | 3  | 1  |    |     |     |     |     |     |     | 11                       |
| Hockey                     |    |    |    |    |    |    |    |    |    |     |     |     | 1   | 1   |     | 2                        |
| Judo                       |    |    |    |    |    |    |    |    |    | 3   | 3   | 2   |     | 1   |     | 9                        |
| Lucha libre                |    |    |    | 5  | 4  |    |    |    |    |     |     |     |     |     |     | 9                        |
| Lucha libre (playa)        |    |    |    |    |    | 5  |    |    |    |     |     |     |     |     |     | 5                        |
| Natación                   |    |    |    | 3  | 8  | 4  | 7  | 3  | 9  |     |     |     |     |     |     | 34                       |
| Pentatlón moderno          |    |    |    |    |    |    |    |    |    | 1   | 1   |     | 1   |     |     | 3                        |
| Piragüismo                 |    |    |    |    |    |    |    |    |    |     | 3   |     |     | 3   |     | 6                        |
| Remo                       |    |    |    |    |    |    | 4  |    |    |     |     |     |     |     |     | 4                        |
| Salto (natación)           |    |    |    |    |    |    |    |    |    | 1   | 1   | 1   | 1   |     |     | 4                        |
| Taekwondo                  |    |    |    | 2  | 2  | 2  | 2  | 2  |    |     |     |     |     |     |     | 10                       |
| Tenis                      |    |    |    |    |    |    |    |    | 2  | 2   |     |     |     |     |     | 4                        |
| Tenis de mesa              |    |    |    |    |    |    |    |    |    |     |     | 2   |     |     | 1   | 3                        |
| Tiro                       |    |    |    |    |    |    |    |    |    |     | 1   | 1   | 1   | 1   |     | 4                        |
| Tiro con arco              |    |    |    |    |    |    |    | 1  | 1  | 1   |     |     |     |     |     | 3                        |
| Triatlón                   |    |    |    | 1  | 1  |    |    | 1  |    |     |     |     |     |     |     | 3                        |
| Vela                       |    |    |    |    |    |    |    |    |    |     |     |     |     | 4   |     | 4                        |
| Voleibol                   |    |    |    |    |    |    |    |    |    |     |     |     |     |     | 2   | 2                        |
| Total de Medallas de Oro   |    |    |    | 15 | 19 | 16 | 18 | 11 | 15 | 25  | 27  | 20  | 6   | 26  | 3   | 201                      |
| Medallas de Oro Acumuladas |    |    |    | 15 | 34 | 50 | 68 | 79 | 94 | 119 | 146 | 166 | 172 | 198 | 201 | 201                      |

## Ceremonia de apertura
La ceremonia de apertura de los Juegos Olímpicos de la Juventud 2010 se realizó en el The Float at Marina Bay Stadium, cerca del centro de la ciudad de Singapur. Al evento asistieron unas 27.000 personas. Las entradas para la ceremonia tuvieron un costo entre 30 y 200 dólares singapurenses. Se estima que la ceremonia de apertura requirieron cerca de 750 horas de ensayos. Más de 7000 representantes, en su mayoría menores de 18 años, asistieron a la ceremonia. El centro de la escena era de 32 metros de largo. El pebetero olímpico, diseñado por Randy Chan, estaba ubicado encima de un farol en el cual se encendía desde abajo. Entre las personalidades destacadas que asistieron al evento, se encuentra el primer ministro de Singapur, Lee Hsien Loong.
Después de un breve ensayo previo y un recuento atrás, el espectáculo dio su inicio a las 20:10 horas (UTC+8) con un espectacular incendio, seguido de un segmento cultural, titulado "Selamat Datang", que incluyó a representantes chinos, malayos e indios. El segmento terminó con la actuación de artistas de origen euroasiático y peranaka (nacidos en Singapur) como un modo de simbolizar la mezcla de tradición y modernidad en Singapur. A los miembros del público se les dio mensajes grabados de varios embajadores olímpicos: atletas y campeones olímpicos tales como Usain Bolt, Michael Phelps y Yelena Isinbayeva, los miembros de la banda 30 Seconds to Mars, y los actores Jackie Chan y Jet Li.
Durante el segmento de "Orígenes", sobre la historia de Singapur, unos representantes entraron en contenedores de carga para describir la llegada de los primeros inmigrantes. La ceremonia continuó con la actuación de danza, con canciones populares de la década de 1940 hasta la actualidad. Un segmento muy destacado de la competencia titulado "Monster" cuenta la historia de un joven boxeador que tuvo que luchar contra un monstruo gigante. Llamó a sus guerreros Silat para luchar contra el monstruo, pero fracasó, como ocurrió cuando se convocó a los guerreros Kalari y guerreros de Wushu. Pero se sobrepuso rápidamente a sus miedos internos y derrotó al monstruo gigante.
A continuación, el cantante Seah Wei Wen interpretó la canción que él escribió "Across The Finish Line" en el centro de la piscina reflectante; seguido por "Playing with Fire", que incluía a un dragón como símbolo de coraje, fuerza y sabiduría. Reflejando el tema de la cooperación global, los miembros de la Orquesta Mundial de la Juventud de Singapur mostraron una pieza orquestal que incluye varios instrumentos de todo el mundo. La orquesta tuvo como director a Darrell Ang. Ang es un joven director asociado de la Orquesta Sinfónica de Singapur. El siguiente segmento, titulado "Bud" retrata la lluvia como un símbolo de esperanza y de rejuvenecimiento. Para poner fin al segmento de espectáculo de la ceremonia, se presentaron los cantantes Marcus Lee, de Ex-Dee y Lian Kim Selby, con una canción titulada "A New Story", diseñada especialmente para el evento. Sus presentaciones fueron seguidas por un desfile de moda.
Cada una de las delegaciones participantes presentó a un atleta que portó la bandera de cada uno de los comités olímpicos nacionales. Siguiendo la tradición olímpica, el desfile abrió con Grecia -en primer lugar, y la delegación anfitriona, Singapur, entró al final. La ceremonia fue seguida por las banderas de la canción oficial de estos Juegos: "Everyone", interpretada por los cantantes Sean Kingston, Tabitha Nauser, Jody Williams, Steve Appleton y Jessica Mauboy. 
A continuación se dieron los discursos formales, a cargo de Ng Ser Miang, el presidente del Comité Organizador de estos Juegos Olímpicos de la Juventud, y Jacques Rogge, presidente del Comité Olímpico Internacional. Los Juegos fueron luego declarados oficialmente abiertos por Sellapan Ramanathan, presidente de Singapur. 
La bandera olímpica salió al escenario transportado por otros atletas olímpicos: Tan Howe Liang, Yelena Isinbayeva, Yang Yang, Tan Eng Liang, Frankie Fredericks, Patricia Chan, Tao Li y Sergey Bubka; para luego pasar a manos de ocho atletas juveniles de Singapur. Antes de ser izada, fue cantado el himno olímpico. 
El Juramento Olímpico fue hecho por Caroline Pei Jia Chew, en nombre de todos los atletas; Syed Abdul Kadir, en nombre de todos los jueces; y David Lim Jock Fong en nombre de todos los entrenadores. Por último, un ave fénix en forma de barco llevó la Llama Olímpica de la Juventud por la bahía del puerto deportivo y pasó por un relevo entre seis atletas jóvenes locales. El marinero Darren Choy fue el último portador de la antorcha, encendiendo el pebetero.
El pebetero de 32 metros de altura fue concebido por el Dr. Tsai Su-Mann, inventor y otro residente en el Centro para la Ciencia en Singapur. Diseñado para parecerse a un faro, su rasgo distintivo era una columna de una tormenta de fuego de ocho metros, apodada la "llama vórtice" o "tornado de fuego" dentro de un tubo en la parte superior. El aire caliente pudo llegar a 300 °C alrededor de la llama. Al final, se hizo un dibujo aire frío hacia arriba desde las aberturas de la base de la torre. Incluso en la parte de la torre con los paneles de cristal, el aire frío fue liderado por la escuadra de guía vane, creando un movimiento en espiral «viajar» hasta 20 metros por segundo. El pebetero, que fue patentado en Singapur y los Estados Unidos, consumió alrededor de 2 megavatios de combustible, menos de la cantidad utilizada por el tradicional pebetero olímpico. El doctor Tsai dijo que esperaba que su diseño pudiera ser usado para otros eventos olímpicos en el futuro. El pebetero fue probado en secreto cuatro horas diarias durante los dos meses previos a la ceremonia de apertura.

## Programa deportivo
Los juegos presentaron un total de 26 deportes con un total de 31 disciplinas. Los deportes acuáticos presentan las especialidades de Saltos y Natación y la Gimnasia las de Gimnasia artística, rítmica y trampolín. Todos los deportes se encuentran bajo la clasificación del COI.
| - Atletismo - Bádminton - Baloncesto - Balonmano - Boxeo - Ciclismo: - Deportes acuáticos: - Natación - Saltos - Equitación - Esgrima | - Fútbol - Gimnasia: - Gimnasia artística - Gimnasia rítmica - Gimnasia acrobática | - Halterofilia - Hockey sobre césped - Judo - Lucha: - Piragüismo - Pentatlón moderno - Remo - Taekwondo - Tenis | - Tenis de mesa - Tiro con arco - Tiro olímpico - Triatlón - Vela - Voleibol |

Cada deporte en los Juegos estuvo representado por un pictograma (diferentes de los de arriba) inspirada en el emblema oficial "Espíritu de la Juventud" que consiste en una llama roja, una estrella azul y una media luna verde, que fue representado para participar en cada uno de los 26 deportes de los Juegos Olímpicos de la Juventud. Los pictogramas deportivos tenían un estilo gráfico distintivo y contemporáneo que tenía la intención de hacer que una característica muy reconocible de los Juegos (pueden verse aquí).
La primera medalla de oro de estos Juegos, y a la postre, la primera medalla de oro en la historia de los Juegos Olímpicos de la Juventud fue otorgado a la triatleta de 18 años de edad, Yuka Sato, quien ganó el evento femenino de triatlón, 15 de agosto, el primer día de los juegos. La primera medalla para el país anfitrión, Singapur, llegó el día 16 de agosto cuando Daryl Tan logró una medalla de bronce en taekwondo. Las medallas más altas logradas por Singapur fueron dos medallas de plata: una lograda en natación por Rainer Ng en el evento masculino de 50 metros de estilo espalda y la otra lograda por Isabelle Li, en tenis de mesa en el evento de individual femenino el día 24 de agosto.
Una característica única de los Juegos Olímpicos de la Juventud fue la creación de pruebas en la que compita el Equipo Mixto. Para fomentar la amistad entre los participantes, los equipos mixtos estaban formados por atletas de diferentes países para competir sobre una base intercontinental. Este sistema se incluyó en las disciplinas de ecuestre de salto, esgrima, judo, pentatlón moderno y triatlón. La primera medalla de oro de un evento de equipos mixtos fue otorgada al equipo de Europa 1, que constó de la rusa Yana Egoryan, y de los italianos Marco Fichera Marco, Camilla Mancini, Leonardo Affede, Alberta Santuccio Alberta y Eduardo Luperi, que ganó la competición por equipos en la esgrima.

### Medallero
Un total de 624 medallas fueron entregadas en estos Juegos. China obtuvo el primer lugar del medallero con 30 preseas doradas, seguido por Rusia y Corea del Sur. Mientras tanto, Singapur no logró un buen desempeño como local, logrando dos medallas de plata y cuatro de bronce, no obteniendo ninguna de oro, ocupando el puesto 62 en el medallero.
Este medallero sólo muestra los 10 primeros países en las tablas y el país anfitrión.
| Núm.  | País          | Oro | Plata | Bronce | Total |
| ----- | ------------- | --- | ----- | ------ | ----- |
| 1     | China         | 30  | 16    | 5      | 51    |
| 2     | Rusia         | 18  | 14    | 11     | 43    |
| 3     | Corea del Sur | 11  | 4     | 4      | 19    |
| 4     | Ucrania       | 9   | 9     | 15     | 33    |
| —     | Equipo Mixto  | 9   | 8     | 11     | 28    |
| 5     | Cuba          | 9   | 3     | 2      | 14    |
| 6     | Australia     | 8   | 13    | 8      | 29    |
| 7     | Japón         | 8   | 5     | 3      | 16    |
| 8     | Hungría       | 6   | 4     | 5      | 15    |
| 9     | Francia       | 6   | 2     | 7      | 15    |
| 10    | Italia        | 5   | 9     | 5      | 19    |
| 62    | Singapur      | 0   | 2     | 4      | 6     |
| Total | Total         | 202 | 200   | 222    | 624   |

|  | País local (Singapur). |

## Ceremonia de clausura
La ceremonia de clausura de los juegos se realizó en The Float at Marina Bay Stadium el día 26 de agosto. El show comenzó a las 20:00 (UTC+8) con los jóvenes, porristas y las mascotas de los juegos Lyo y Merly bailando una mezcla de los temas "Fama" y "Fight For This Love". Tras la llegada del presidente del COI, Jacques Rogge, y el primer ministro de Singapur, Lee Hsien Loong, una joven de 12 años de edad, Nathania Ong dirigió el coro y el público al cantar el himno nacional de Singapur. En el siguiente segmento, llamado "Abriendo Camino", cinco jóvenes cantantes realizaron una canción optimista mientras que otros estudiantes vestidos para recrear al "Espíritu de la Juventud", el emblema de Singapur 2010, realizó un artículo de la exhibición masiva. Tras el artículo, los atletas y las banderas que representan a todas las naciones que compiten se dirigieron al estadio para desfilar. A continuación, un pequeño videoclip que muestra los mejores momentos de los juegos fue mostrado en las gigantes pantallas led del escenario, acompañado por el cantante Heleyana-Ann Lachica Fernández y un trío de músicos que realizan "una nueva historia".
El segmento "Protocolo" siguió las actuaciones artísticas. Se realizó un homenaje a los 20 mil voluntarios que participaron en los Juegos, con el nadador singapurense Rainer Ng, medallista de plata, en el escenario ofreciendo un breve discurso dando las gracias a los voluntarios y otros ocho atletas que presentan ramos a ocho voluntarios representativos. Esto fue luego seguido por un discurso de Ng Ser Miang, presidente del Comité Organizador de los Juegos Olímpicos de la Juventud de Singapur 2010, y otro discurso de Jacques Rogge, Presidente del Comité Olímpico Internacional, que declaró oficialmente la clausura de los Juegos. Después, la bandera olímpica fue bajada con el canto del Himno Olímpico. En la ceremonia de entrega, la bandera olímpica fue entregada a Teo Ser Luck, quien recurrió en calidad de Alcalde de Singapur, este le entregó la bandera a Jacques Rogge, y este a Ji Jianye, alcalde de Nankín, China, la ciudad anfitriona de los siguientes juegos de la juventud en 2014. A continuación, el himno nacional de China, se entonaba mientras se elevaba en el mástil del escenario la bandera de China, y luego en la pantalla del estadio se reprodujo un breve vídeo que muestra a la ciudad de Nankín. La Llama Olímpica de la Juventud fue finalmente apagado con los sonidos de un fliscorno de fondo. Un concierto musical marcó el final de la ceremonia con canciones y actuaciones de artistas de Singapur.

## Países participantes
- Afganistán (2)
- Albania (4)
- Alemania (70)
- Andorra (4)
- Angola (21)
- Antillas Neerlandesas (4)
- Arabia Saudita (9)
- Argelia (21)
- Argentina (59)
- Armenia (14)
- Aruba (4)
- Australia (100)
- Austria (16)
- Azerbaiyán (12)
- Bahamas (11)
- Bangladés (6)
- Barbados (9)
- Bélgica (51)
- Bielorrusia (50)
- Belice (3)
- Benín (4)
- Bermudas (4)
- Birmania (4)
- Bolivia (25)
- Bosnia y Herzegovina (5)
- Botsuana (5)
- Brasil (81)
- Brunéi (3)
- Bulgaria (21)
- Burkina Faso (3)
- Burundi (4)
- Bután (1)
- Cabo Verde (2)
- Camboya (4)
- Camerún (6)
- Canadá (61)
- Chad (3)
- Chile (50)
- China (69)
- China Taipéi (24)
- Chipre (9)
- Chipre del Norte (3)
- Colombia (25)
- Comoras (4)
- Corea del Norte (11)
- Corea del Sur (72)
- Costa de Marfil (6)
- Costa Rica (5)
- Croacia (25)
- Cuba (41)
- Dinamarca (30)
- Dominica (3)
- Ecuador (14)
- Egipto (74)
- El Salvador (4)
- Emiratos Árabes Unidos (5)
- Eritrea (7)
- Eslovaquia (17)
- Eslovenia (24)
- España (47)
- Estados Unidos (81)
- Estonia (8)
- Etiopía (7)
- Filipinas (10)
- Finlandia (19)
- Fiyi (5)
- Francia (60)
- Gabón (2)
- Gambia (4)
- Georgia (5)
- Ghana (20)
- Granada (6)
- Grecia (29)
- Guam (3)
- Guatemala (12)
- Guinea (3)
- Guinea-Bissau (4)
- Guinea Ecuatorial (21)
- Guyana (4)
- Haití (22)
- Honduras (4)
- Hong Kong (14)
- Hungría (51)
- India (32)
- Indonesia (14)
- Irán (52)
- Irak (5)
- Irlanda (25)
- Islandia (6)
- Islas Caimán (3)
- Islas Cook (18)
- Islas Faroe (3)
- Islas Marshall (4)
- Islas Salomón (4)
- Islas Vírgenes Británicas (3)
- Islas Vírgenes de los Estados Unidos (8)
- Israel (15)
- Italia (62)
- Jamaica (15)
- Japón (71)
- Jordania (6)
- Kazajistán (47)
- Kenia (10)
- Kirguistán (8)
- Kiribati (4)
- Laos (3)
- Lesoto (4)
- Letonia (11)
- Líbano (5)
- Liberia (5)
- Libia (7)
- Liechtenstein (3)
- Lituania (24)
- Luxemburgo (5)
- Macao (3)
- Madagascar (6)
- Malasia (13)
- Malaui (3)
- Maldivas (4)
- Malí (7)
- Malta (4)
- Marruecos (8)
- Mauritania (4)
- Mauricio (9)
- México(42)
- Micronesia (4)
- Moldavia (11)
- Mónaco (4)
- Mongolia (11)
- Montenegro (22)
- Mozambique (3)
- Namibia (6)
- Nauru (4)
- Nepal (4)
- Nicaragua (3)
- Níger (3)
- Nigeria (13)
- Noruega (5)
- Nueva Zelanda (54)
- Omán (2)
- Países Bajos (36)
- Pakistán (19)
- Palaos (4)
- Palestina (4)
- Panamá (7)
- Papúa Nueva Guinea (22)
- Paraguay (5)
- Perú (26)
- Polonia (43)
- Portugal (19)
- Puerto Rico (15)
- Qatar (6)
- Reino Unido (39)
- República Centroafricana (5)
- República Checa (38)
- República del Congo (3)
- República de Macedonia (6)
- República Democrática del Congo (16)
- República Dominicana (7)
- Ruanda (4)
- Rumania (30)
- Rusia (96)
- Samoa (3)
- Samoa Americana (4)
- San Cristóbal y Nieves (2)
- San Marino (4)
- Santa Lucía (5)
- Santo Tomé y Príncipe (4)
- San Vicente y las Granadinas (3)
- Senegal (6)
- Serbia (32)
- Seychelles (4)
- Sierra Leona (3)
- Singapur (129)
- Siria (4)
- Somalia (2)
- Sri Lanka (71)
- Suazilandia (3)
- Sudáfrica (62)
- Sudán (8)
- Suecia (15)
- Suiza (22)
- Surinam (5)
- Tailandia (35)
- Taiwán (3)
- Tanzania (4)
- Tayikistán (6)
- Timor Oriental (3)
- Togo (4)
- Tonga (2)
- Trinidad y Tobago (26)
- Túnez (24)
- Turkmenistán (5)
- Turquía (55)
- Tuvalu (2)
- Ucrania (55)
- Uganda (6)
- Uruguay (4)
- Uzbekistán (21)
- Vanuatu (22)
- Venezuela (21)
- Vietnam (13)
- Wallis y Futuna (3)
- Yemen (5)
- Yibuti (4)
- Zambia (5)
- Zimbabue (27)

### Programa cultural y educativo
El COI establece una visión para los Juegos Olímpicos de la Juventud para que sean un evento que comprende un balance de los deportes, la cultura y la educación. El objetivo del Programa de Cultura y Educación (CEP) es educar, participar e influir en los atletas para desarrollar el verdadero espíritu deportivo y para vivir de acuerdo con los valores olímpicos de excelencia, amistad y respeto, mientras se divierten al mismo tiempo.
Para promover la educación cultural entre los jóvenes participantes, el programa de estos juegos incorpora actuaciones juveniles en vivo, instalaciones de arte y festivales en torno al espíritu olímpico y la diversidad cultural. Una amplia gama de actividades se llevó a cabo, tales como talleres prácticos, charlas de los atletas olímpicos, actividades al aire libre, proyectos comunitarios y puestos de exhibición, todos se basan en cinco temas:
- Olimpismo - el origen, la filosofía, estructura y evolución de los Juegos Olímpicos modernos.
- Habilidades de desarrollo - los diferentes aspectos de una carrera deportiva profesional, tales como el desarrollo personal, las opciones de carrera y gestión de las transiciones en la vida.
- Bienestar y estilo de vida saludable - una alimentación sana, manejo del estrés y los riesgos en el deporte como el dopaje.
- Responsabilidad social - ser un ciudadano global responsable por el cuidado del medio ambiente y promover el desarrollo sostenible y las relaciones comunitarias.
- Expresión - interactuar con y aprender de los compañeros atletas a través de los medios digitales y las fiestas nocturnas en la Villa Olímpica de la Juventud,

El Centro de Aprendizaje de los Juegos Olímpicos de Juventud Singapur 2010 se encuentra en la sede del SYOGOC junto a la calle Kay Siang. Fue inaugurado oficialmente por el presidente del Comité Olímpico de Singapur, Teo Chee Hean, y el excampeón de salto con pértiga Sergei Bubka, el 30 de octubre de 2008. La construcción consta de dos pisos, de 600 metros cuadrados (6500 pies cuadrados) y esta estuvo abierta al público de forma gratuita para descubrir y experimentar el espíritu de los Juegos Olímpicos y rastrear el viaje de Juegos de Singapur de ganar la candidatura para albergar los primeros Juegos Olímpicos de la Juventud en 2010. Contaba con varias secciones destinadas a educar al público sobre los diferentes deportes, así como la historia de récords olímpicos y los eventos alineados para esta versión de los juegos. El público también pudo probarse en el tenis de mesa, esgrima y baloncesto en secciones interactivas. Posteriormente, el lugar fue clausurado por reformas el día 18 de agosto y fue nuevamente abierto a finales de 2010.

## Cobertura de los medios
Los organizadores de los Juegos utilizaron los medios de comunicación en línea para comercializar el evento, tales como Friendster, Facebook, Twitter, WordPress, así como la creación de un foro oficial de discusión. La intención era llegar a los jóvenes de todo el mundo con el fin de fortalecer los lazos a través de la comunicación antes de que comenzara el evento, y para generar conciencia y crear emoción. La ceremonia de apertura en Twitter superó todos los Trending Topics. Se firmaron contratos con 166 emisoras para ofrecer transmisiones de televisión en todo el mundo para los Juegos. Estos incluyen a la Televisión Central de China, que transmitió la ceremonia de inauguración y proyectó nueve horas diarias de transmisión en su canal de deportes CCTV-5, a Universal Sports TV de Estados Unidos, y a ESPN Latinoamérica, que transmitió este último estos juegos para toda la región de América Latina. La mayor cobertura de los medios de impresión era por los periódicos asiáticos y agencias de noticias, como el China Youth Daily, Guangzhou Daily, Nanjing Daily y Diario del Pueblo y en cuanto a agencias, por Xinhua de China; el Asahi Shimbun de Japón y las agencias China Times, también china y United Daily News de Taiwán, como así la Agencia Central de Noticias de China. Aunque los periódicos australianos corrieron noticias breves, resultados e imágenes, y la prensa británica siguieron los acontecimientos debido a los intereses generados por los próximos Juegos Olímpicos de Londres 2012. En Canadá, los juegos se trasmitieron por el Medio oficial olímpico Canadiense, una Empresa conjunta entre los canales CTVglobemedia y Rogers Media. La cobertura de ese grupo se limitaba a ofrecer resúmenes diarios de una hora sobre Sportsnet y TSN2 (retransmisión varias semanas después, el TSN). El grupo también tuvo los derechos de los Juegos Olímpicos de la Juventud de Invierno 2012 en Innsbruck, Austria.

## Controversias

### Desacuerdo por organizar unos Juegos Olímpicos de la Juventud
El exvicepresidente del COI, Dick Pound, fue la única persona del Comité Olímpico Internacional (COI) que criticó los Juegos Olímpicos de la Juventud en la sesión del COI de 2007 en Guatemala. Sintió que el COI debería organizar una conferencia internacional en primer lugar, en lugar de tomar el riesgo de fundar un gran evento nuevo. Asimismo, expresó su escepticismo sobre si los Juegos animarían a más personas a practicar deportes y estimaba que iban a atraer a no más del 2% de la generación de jóvenes:

Todas las personas involucradas son menores todavía que están haciendo deportes. Sería hipócrita gastar aún más dinero del COI para llegar a algo en lo que no creo posible realizar.
Dick Pound

Asimismo, Dick Pound no viajó a Singapur para ver los juegos.

### Baja asistencia a los eventos
El diario International Herald Tribune afirmó en un artículo publicado el 16 de agosto de 2010 que la venta de entradas a los eventos de los juegos había sido "lenta" a pesar de una costosa campaña del gobierno para fomentar barrios para celebrar el evento y que no había habido informes de que los niños habían sido "forzados para asistir a los eventos antes de los Juegos".
Esto último fue negado por los organizadores, El presidente del comité organizador de los juegos, Ng Ser Miang diciendo: "Basta con mirar a las caras de los niños que están allí, el brillo de sus ojos y las sonrisas en sus rostros. Esas no son cosas que se pueden forzar."
El público comentó que aunque algunos eventos se agotaron, parecía haber muchos asientos libres en los lugares, y afirmó que esto era debido a que el Ministerio de Educación de Singapur (MINED) realizó una compra de bloques de 87.000 pies que ha de darse a las escuelas. Sin embargo, los estudiantes generalmente no se quedaron durante toda la duración de las sesiones que el ministerio ofrecía para la venta de entradas, que podía ser de hasta siete horas de duración.  El Ministerio de Educación negó que los estudiantes tuviesen la culpa de que haya asientos libres en los recintos, ya que un informe indica que más del 95% de los alumnos que vendían entradas habían asistido a los eventos y que algunas escuelas habían pedido para comprar boletos adicionales debido a la abrumadora demanda. El comité organizador anunció que una vez que habían comenzado las sesiones, los asientos no ocupados serían revendidos a las personas que se presentaron en persona en las sedes. Para permitir la presencia de directores de espacios para medir la cantidad de asientos disponibles para la reventa, los maestros de distintas escuela de Singapur fueron instruidos para informar a directores de espacios si tenían la intención de salir antes del final de las sesiones y el número de asientos ocupados por los estudiantes. El 20 de agosto, los organizadores informaron que las entradas se agotaron para los 26 deportes excepto para el evento de fútbol femenino.

#### Venta de Entradas en las escuelas
La controversia también surgió de la política de asistencia de los Juegos Olímpicos de la Juventud en la Escuela Primaria presbiteriana "Kuo Chuan", una escuela primaria local. La escuela dice que un depósito reembolsable de S$5 se requiere de los estudiantes que asisten a los eventos de los Juegos Olímpicos de la Juventud en un día que no sea escolar. El director, Clifford Chua, dijo que el objetivo era "asegurar que nuestros niños aprendan el valor de la responsabilidad y no tomar esta oportunidad por sentado, por perder el ticket y privar a otros de la oportunidad". Además, el depósito se devuelve incluso si el alumno no asistió al evento.
Sin embargo, el movimiento obtuvo reacciones mixtas de los padres, que tampoco apoyaron la idea o sentían que no era la forma correcta de hacer las cosas. Algunas otras escuelas como Nanyang Girls High School, Bukit Ver Primaria y la Escuela Primaria "Park View" dieron entradas gratuitas a sus estudiantes mientras que la Escuela Anglo-China (Primaria) alentó a co-pago de $1 a $2 por los alumnos para enseñarles a atesorar su boletos.

### Retirada iraní del taekwondo
El 16 de agosto de 2010, funcionarios iraníes retiraron al practicante de taekwondo Mohammed Soleimani del evento de -48 kilogramos. Soleimani iba a jugar contra el israelí Gili Haimovitz el combate por la medalla de oro. Este debió abandonar por una lesión en el tobillo.
Según los funcionarios, Soleimani había lastimado el tobillo en el primero en el Campeonato del Mundo Júnior de Taekwondo en México a principios de 2010, y la lesión había vuelto durante su contienda semifinal contra el estadounidense Gregory English. Soleimani fue enviado al hospital para un examen de rayos X, y el tobillo fue enyesado totalmente.
Mientras tanto, Gili Haimovitz fue galardonado con la medalla de oro de forma predeterminada en una ceremonia de la victoria en el Centro Internacional de Convenciones Suntec de la que Soleimani, medallista de plata, estaba ausente. Entrevistado más tarde, Soleimani dijo que estaba "muy triste" por haber perdido la pelea, y aseguró "que el iba a conseguir la medalla de oro". Las medallas de bronce fueron para el estadounidense Gregory English y para el argentino Lucas Guzmán.
El encargado de la delegación israelí, Daniel Oren, involucró a la política con este hecho. Él dijo:

No es la primera vez que sucede esto en los Juegos Olímpicos, pero esta es la primera vez para un combate por una medalla. Para ser honesto, una vez que nuestro representante se metió en la final, sabíamos que esto va a suceder hablé con nuestro compatriota después de la final y que, por supuesto, estaba decepcionado de que no tenía la oportunidad de ganar su oro a través de una lucha real. Me siento más pena por el chico iraní. Él debe haber entrenado duro para llegar a esta etapa y no se da la oportunidad de luchar Estamos tratando con el deporte aquí, deportes de la juventud, de hecho, es una lástima que la política se involucró en esto.
Daniel Oren

Sin embargo, el portavoz del COI, Mark Adams dijo:

En lo que se refiere a la COI, no hay intención siniestra aquí. Lo que sabemos de hecho es que el atleta se lesionó el tobillo y fue enviado al hospital para una radiografía. Las pruebas revelaron que no sufrió ninguna rotura de gravedad, y él está bien ahora. Así que a menos que la información sea más objetiva, la controversia es una mera especulación."
Mark Adams

Esto fue desmentido por el propio presidente del COI, Jacques Rogge que declaró:

Él (Soleimani) fue conducido al hospital, fue examinado por un médico de Singapur, totalmente independiente, no perteneciente a la organización y le diagnosticaron un esguince de tobillo. Para nosotros, ese es el final de la historia.
Jacques Rogge, presidente del Comité Olímpico Internacional (COI)

Anteriormente, Irán ha declarado que desde su gobierno existente no reconoce a Israel como un Estado, su política consiste en retirarse de competir contra el país.

### Acusación a futbolistas bolivianos de exceder el límite de edad reglamentario
Arturo García, presidente de la Asociación de Entrenadores de Santa Cruz, en Bolivia, en declaraciones al diario boliviano La Razón que tenía pruebas de que al menos cinco jugadores en el equipo de fútbol masculino de Bolivia habían sobrepasado el límite de edad de 15 años. Bolivia venció a Haití 5-0 para llevarse la medalla de oro en la final del torneo masculino de fútbol, el 25 de agosto de 2010. El viceministro boliviano de Deportes, Miguel Ángel Rimba ordenó una investigación sobre la reclamación.
El entrenador del equipo de Montenegro, Sava Kovacevic, cuyo equipo fue eliminado por Bolivia en las semifinales, dijo que Montenegro presentará un reclamo al órgano rector del fútbol, la FIFA para averiguar del asunto. Sin embargo, la FIFA anunció que no estaría atendiendo al reclamo de los jugadores ya que las quejas debieron haber sido presentadas por escrito a la sede de la FIFA en Singapur en los Juegos Olímpicos de la Juventud antes del 8 de agosto. La FIFA también dijo que su personal se había reunido todos los jugadores de forma individual en la Villa Olímpica y había comprobado sus pasaportes en contra de sus fechas de nacimiento proporcionadas por sus respectivos Comités Olímpicos Nacionales.

### Dopaje
Dos luchadores, del evento masculino de hasta 50 kilogramos en el deporte de lucha grecorromana, el medallista de plata Nurbek Hakkulov de Uzbekistán y el luchador de estilo libre Johnny Pilay de Ecuador participante del evento de hasta 63 kilogramos, fueron descalificados el 15 de octubre de 2010 tras dar positivo por ingerir el diurético prohibido furosemida.